# George Bennett
George Bennett   (Nelson, 7 d'abril de 1990) és un ciclista neozelandès professional des del 2012 i actualment militant a l'equip UAE Team Emirates. En el seu palmarès destaca la victòria a la Volta a Califòrnia de 2017.

## Palmarès
- 2010
  - Vencedor d'una etapa del Tour de Tasmània
  - Vencedor d'una etapa del Tour de Vineyards
- 2011
  - 1r al Tour de Wellington
- 2017
  - 1r a la Volta a Califòrnia
- 2020
  - 1r al Giro del Piemont
- 2021
  -  Campió de Nova Zelanda en ruta

### Resultats al Tour de França
- 2016. 53è de la classificació general
- 2017. Abandona (16a etapa)
- 2019. 24è de la classificació general
- 2020. 34è de la classificació general
- 2022. No surt (10a etapa)

### Resultats a la Volta a Espanya
- 2014. 89è de la classificació general
- 2015. 37è de la classificació general
- 2016. 10è de la classificació general
- 2017. No surt (12a etapa)
- 2018. 35è de la classificació general
- 2019. 33è de la classificació general
- 2020. 12è de la classificació general

### Resultats al Giro d'Itàlia
- 2013. 122è de la classificació general
- 2018. 8è de la classificació general
- 2021. 11è de la classificació general